# Walser
I Walser (contrazione del tedesco Walliser, cioè vallesano, abitante del canton Vallese) sono una popolazione di origine germanica che abita le regioni alpine attorno al massiccio del Monte Rosa. Il popolo Walser definisce la propria lingua come Titsch, Töitschu o Titzschu, termini imparentati con il tedesco standard Deutsch. 
Gli studi etno-storico-geografici di fine '800 e '900 ne hanno tradizionalmente fatto risalire le origini al ceppo degli Alemanni. Stabilitisi nella Valle del Goms, da qui, durante il XII-XIII secolo, coloni Walser provenienti dall'alto Vallese si stabilirono in diverse località dell'arco alpino in Italia, Svizzera, Liechtenstein, Austria e Francia. La storia del popolo Walser in Valsesia inizia verso la metà del XIII secolo, quando alcuni piccoli gruppi di coloni, per migrazioni progressive, giungono nelle vallate a sud del Monte Rosa, sviluppando poi nel corso del tempo gli insediamenti stanziali che oggi conosciamo.

## Storia
In Italia comunità Walser sono presenti in Piemonte (in Valsesia e nell'Ossola) e in Valle d'Aosta (nella valle del Lys e anticamente nell'alta val d'Ayas). In Lombardia erano presenti a Livigno come ben documentato da recenti studi provenienti dai Walser della vicina Davos, a loro volta originari dalle alte valli del Monte Rosa. L'emigrazione del XIII secolo, sulle cui motivazioni gli studiosi non hanno ancora raggiunto una spiegazione unanime e condivisa, avvenne probabilmente per una serie di cause concomitanti:

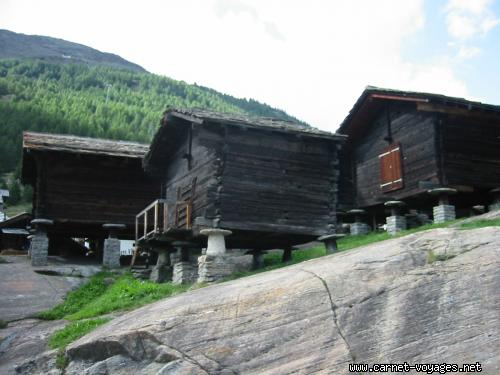
Caratteristici granai sostenuti da piccoli pilastri in pietra a Saas-Fee, nel Canton Vallese

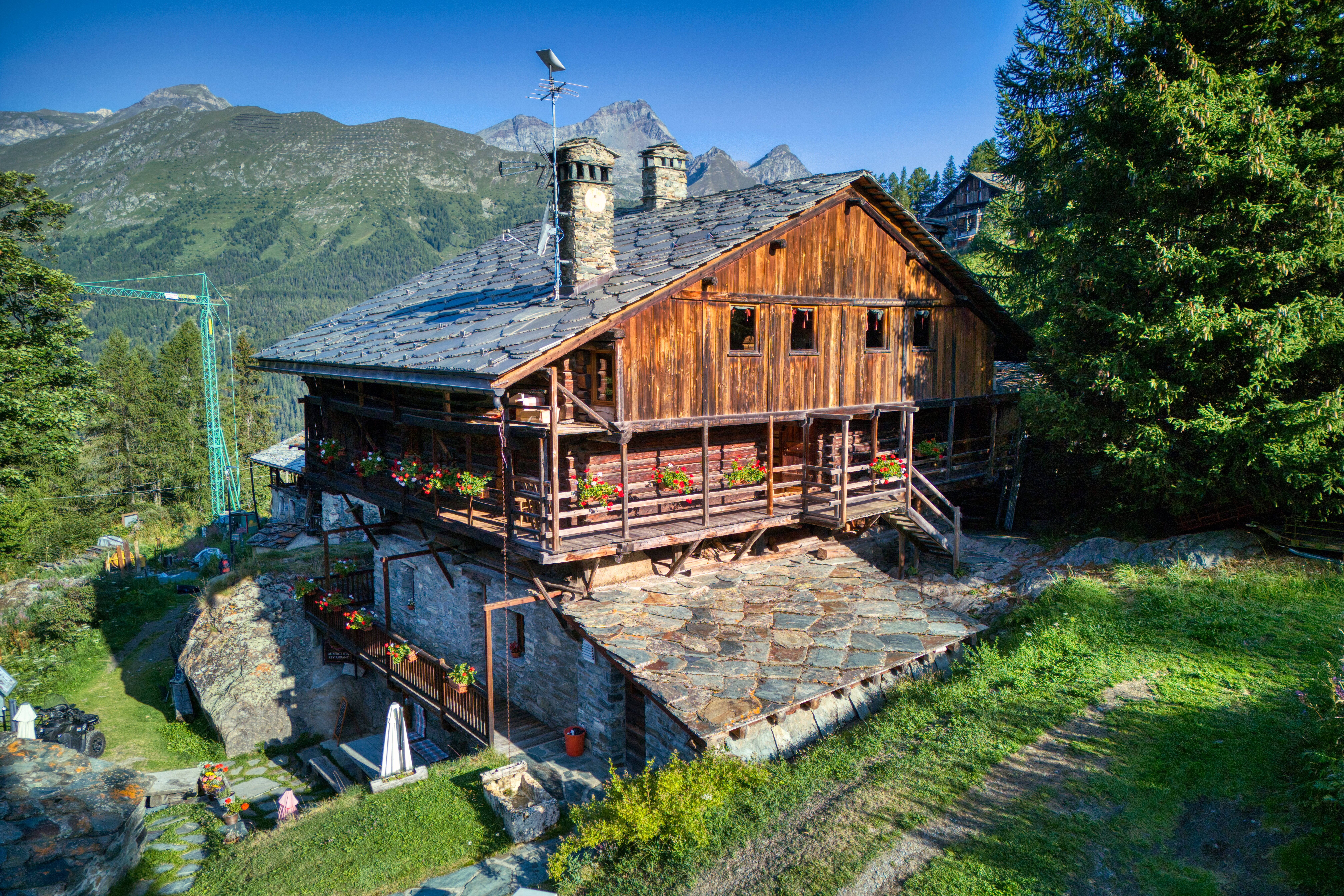
Il rascard Frantze, tipica casa Walser a Antagnod

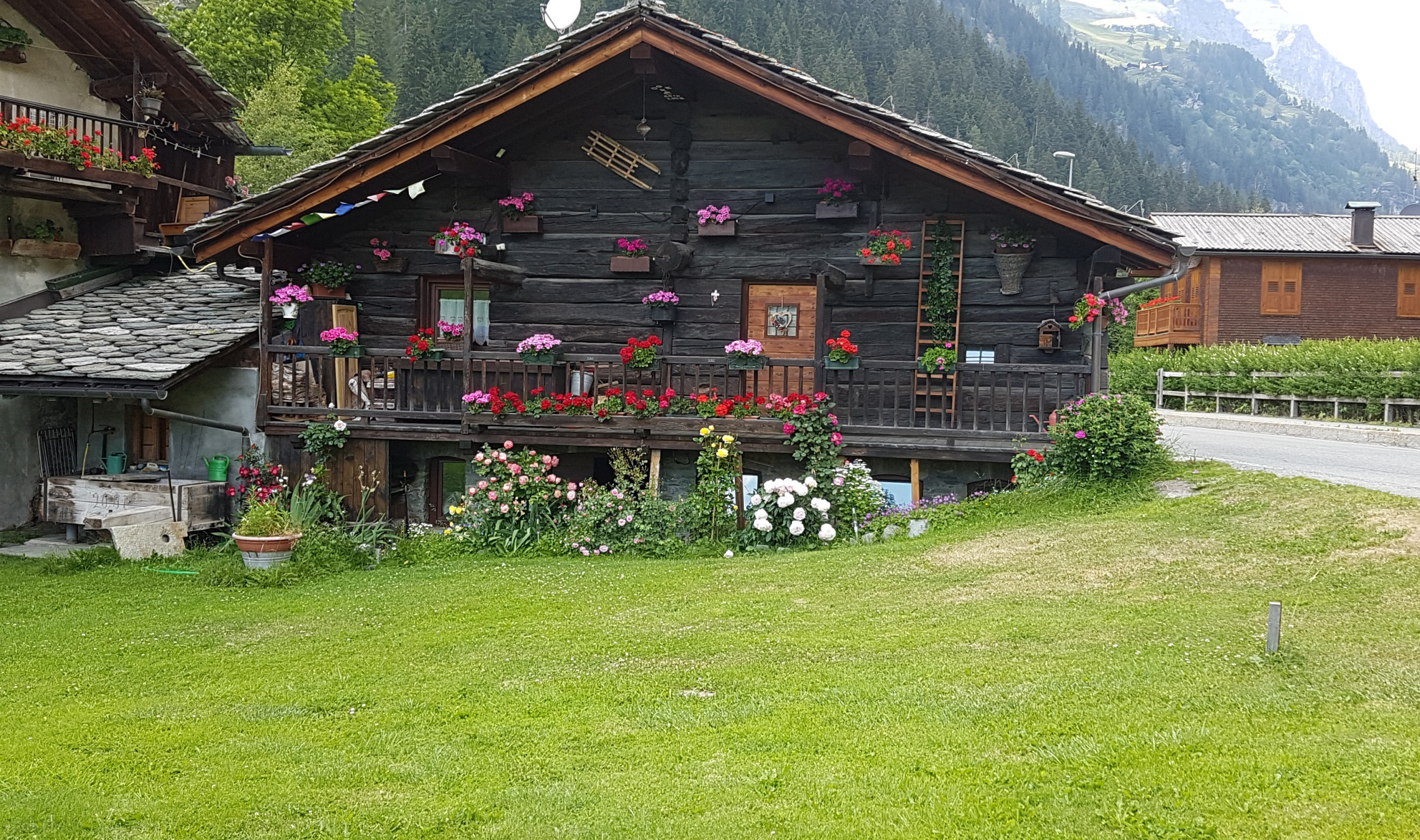
Tipica casa Walser a Gressoney-Saint-Jean

- La sovrappopolazione delle terre dell'Alto Vallese, che spinse i coloni Walser alla ricerca di nuovi pascoli per il loro bestiame e di terre incolte da sfruttare.
- Le condizioni climatiche particolarmente favorevoli (periodo medioevale caldo), che resero possibile la sopravvivenza anche a quote elevate: i ghiacciai si erano ritirati e molti valichi alpini erano percorribili per gran parte dell'anno. Si riscontrano evidenti tracce di questi passaggi nell'alta Valtournenche al rifugio Teodulo, e al colle delle Cime Bianche, testimonianze abbastanza evidenti del passaggio di queste popolazioni e delle condizioni climatiche più favorevoli di quel periodo.
- Gli incentivi offerti ai coloni Walser da parte dei signori territoriali (nelle zone piemontese e valdostana soprattutto i conti di Biandrate e alcune grandi istituzioni monastiche) delle terre da colonizzare, che favorirono la creazione di nuovi insediamenti con la promessa di libertà personali e di un favorevole trattamento fiscale.

Il più antico documento scritto oggi conosciuto relativo alla fondazione di un insediamento Walser risale al 10 maggio 1253 e riguarda la colonia di Bosco Gurin, nel Canton Ticino.

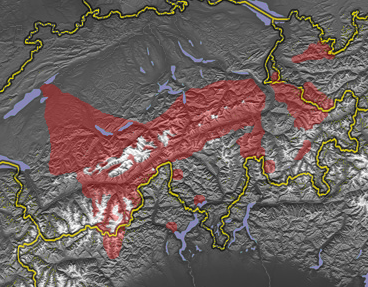
Distribuzione territoriale dei dialetti alto-alemanni

Nei secoli successivi il clima cambiò radicalmente: alla fase di optimum climatico medievale fece seguito la cosiddetta Piccola era glaciale. I ghiacci tornarono ad avere la meglio e a coprire per molti mesi l'anno i valichi alpini. Diminuirono gli scambi tra le valli, si ridussero i pascoli d'alta quota a disposizione, calarono sensibilmente le rese agricole. Le singole comunità restarono isolate e le popolazioni walser furono costrette in molti casi ad abbandonare le tradizionali attività legate all'agricoltura e all'allevamento del bestiame, spingendo molti uomini ad emigrare in cerca di lavoro.
Nel corso dell'Ottocento, in mancanza di legami stabili tra le diverse colonie walser, gli studiosi pensarono che i walser fossero i discendenti dei soldati di una legione romana composta da tedeschi costretta da eventi bellici sfavorevoli a stabilirsi sulle Alpi. Solo un'attenta analisi dei dialetti alto-tedeschi da loro utilizzati permise di collegare le comunità walser italiane con le popolazioni che vivevano nell'alto Vallese.
La loro peculiarità è stata quella di aver dato vita a un modello di colonizzazione delle alte quote occupando e trasformando alpeggi abbandonati, valli e montagne spopolate con insediamenti permanenti. L'origine dei coloni insediatisi nell'Alto Vallese resta però ancora un mistero.
La Val Formazza ha rappresentato il "nido d'aquila" dei Walser: da qui sono transitati e hanno colonizzato l'arco alpino sul versante italiano, i cui primi insediamenti stabili si attestarono oltre i 1.800 mt.s.l.m, un record ed una altitudine eccezionale per l'epoca medievale. I Walser occuparono quelle fasce che rappresentavano ancora un territorio vergine e spopolato, dove però si estendevano boschi e pascoli naturali, ideali per gli alpeggi e per il soggiorno estivo delle mandrie.
La Val Formazza fu infatti la prima colonia dei Walser al di fuori del Vallese: pochi coloni varcarono il passo del Gries negli ultimi anni del XII secolo, quando i ghiacciai alpini erano molto regrediti. Le terre della Formazza vennero concesse ai coloni provenienti dal Goms (Vallese) dai signori Rodis, feudatari di quei pascoli estremi, e da questo avamposto iniziarono una veloce e pacifica conquista ed occupazione di alcuni degli insediamenti citati sopra.

## Distribuzione geografica

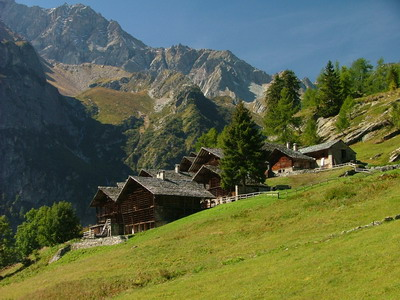
Case walser in Val d'Otro (Alagna Valsesia)

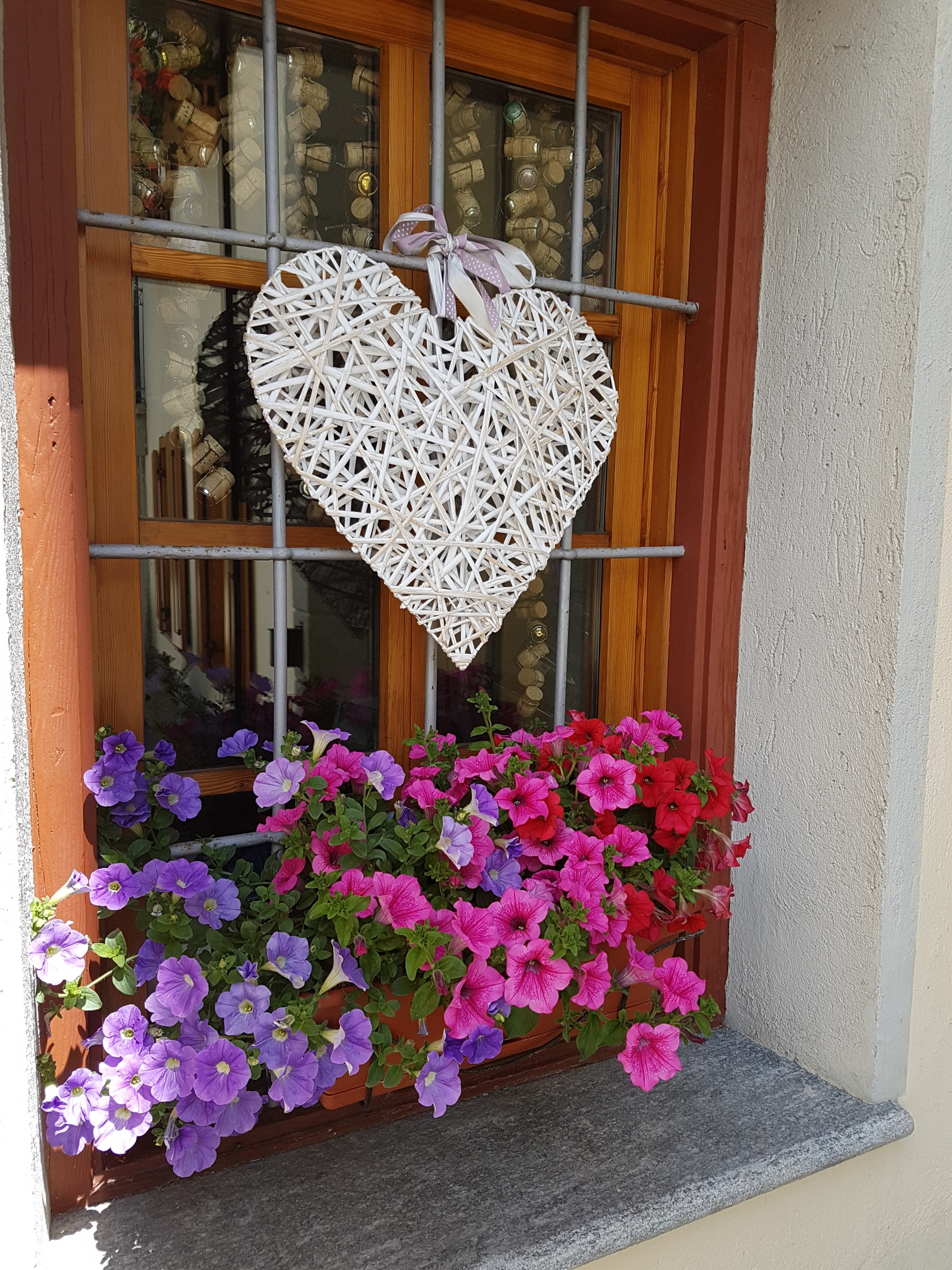
La finestra di una casa Walser a Gressoney-La-Trinité

### Svizzera
- Canton Vallese
  - Goms
  - Binn
  - valle di Zermatt
  - valle di Saas
  - Lötschental,
  - Sempione
- Canton Ticino
  - Bosco Gurin
- Grigioni
  - Obersaxen
  - Valsertal
    - Vals
    - Sankt Martin

  - Safiental
    - Valendas
    - Versam
    - Tenna
    - Safien

  - Heinzenberg
    - Tschappina

  - Rheinwald
    - Medels
    - Nufenen
    - Splügen
    - Sufers
    - Hinterrhein

  - Avers
  - Schanfigg
    - Arosa
    - Langwies
    - Praden

  - Albula
    - Mutten
    - Schmitten
    - Wiesen

  - Prättigau/Davos
    - Davos
    - Klosters
    - Furna
    - Says
    - St. Antönien
    - Valzeina

### Italia

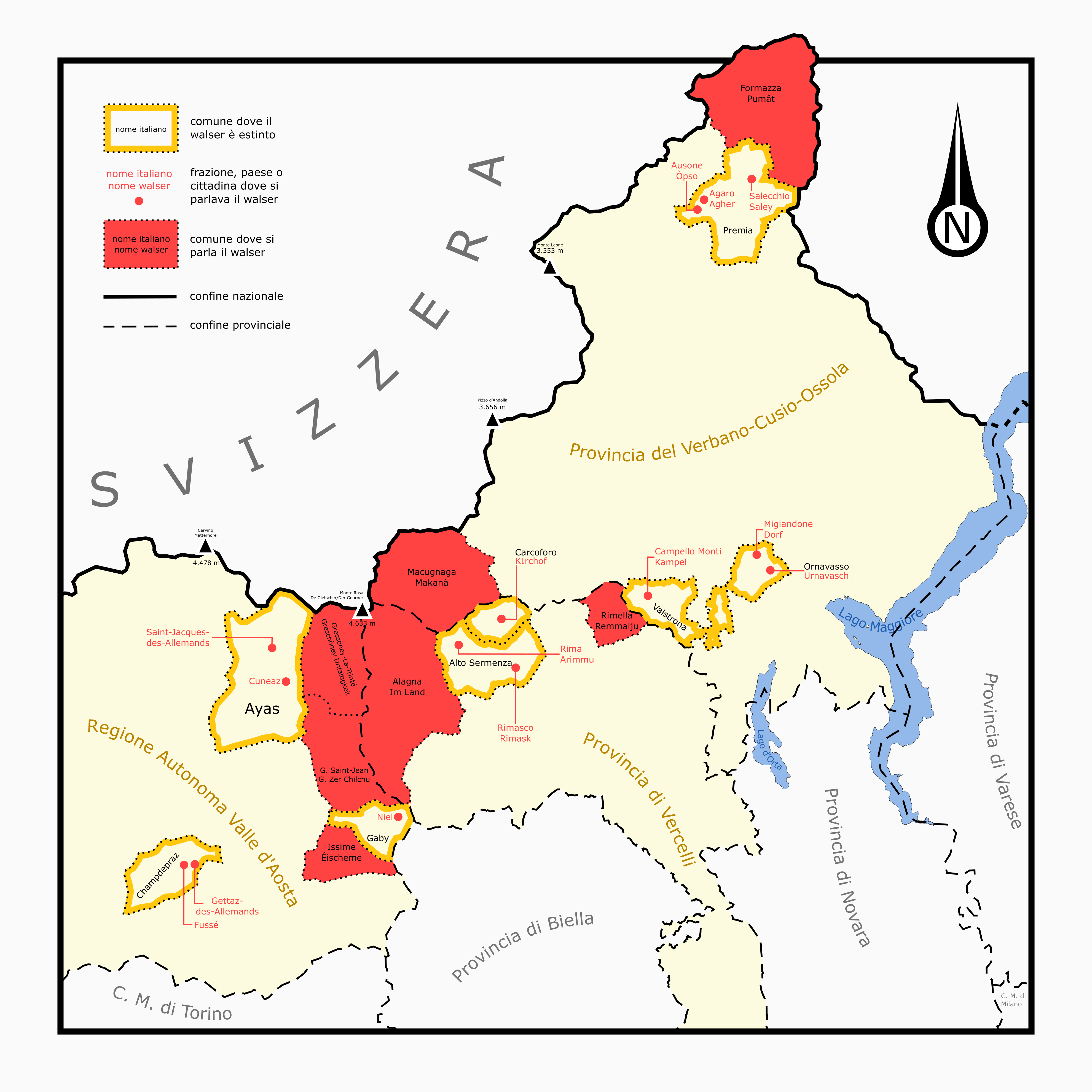
Mappa della comunità Walser in Italia, definita dall'estensione della lingua, che mostra i comuni dove la lingua è parlata (in rosso) o era parlata in passato (contorno giallo)

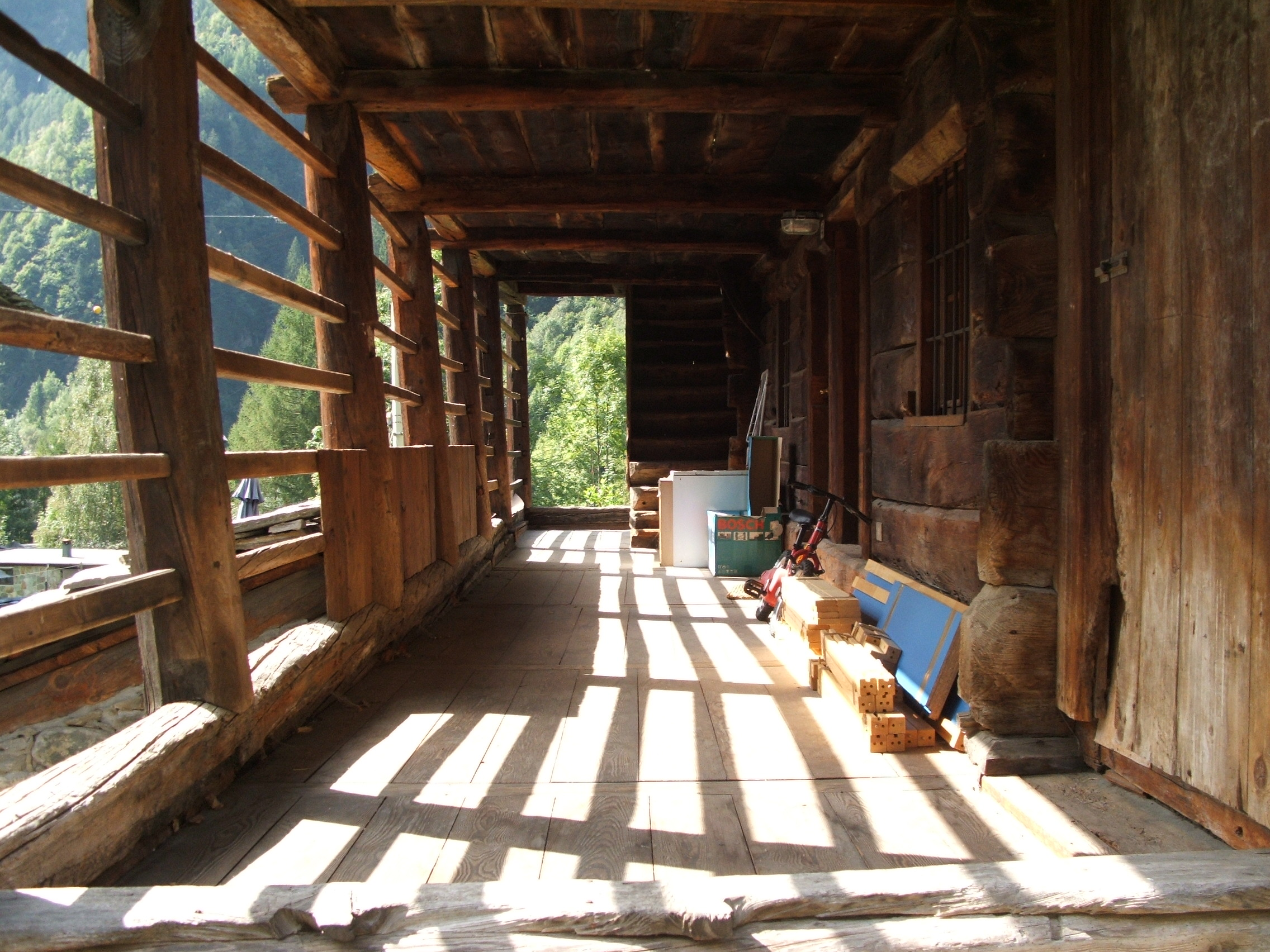
Balcone di una casa walser ad Alagna Valsesia

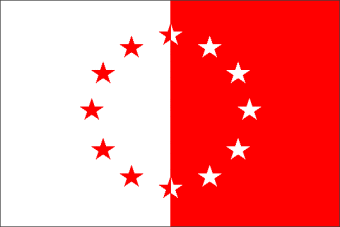
Bandiera della comunità walser piemontese.

Colonie Walser dove si parla ancora la lingua walser (Walsertitsch):
- Valle d'Aosta
  - Gressoney-La-Trinité / Greschòney Drifaltigkeit
  - Gressoney-Saint-Jean / Greschòney Zer Chilchu
  - Issime / Goobi o Überlann
- Piemonte[5]
  - Valle Anzasca (VB)
    - Macugnaga / Makanà

  - Val Formazza (VB)
    - Formazza / Pomatt

  - Valsesia (VC)
    - Alagna Valsesia / Im Land
    - Rimella / Remmalju
    - Riva Valdobbia / Riifu (frazione di Alagna Valsesia)

Colonie Walser linguisticamente estinte:
- Valle d'Aosta
  - Frazione di Ayas, in alta Val d'Ayas
    - Saint-Jacques-des-Allemands, chiamato localmente anche Canton des Allemands

  - Frazioni di Champdepraz
    - Fussé
    - Gettaz-des-Allemands

  - Il vallone di Niel, nel comune di Gaby
- Piemonte
  - Frazioni di Premia (VB) in Valle Antigorio
    - Salecchio / Saley
    - Agaro / Aghèr
    - Ausone / Òpso (citato a volte anche come Gschtu)

  - Val d'Ossola (VB) 
    - Ornavasso / Urnavasch e Migiandone / Dorf (frazione di Ornavasso)

  - Valle Strona (VB)
    - Campello Monti / Kampel (frazione di Valstrona)

  - Valsesia (VC)
    - Carcoforo / Kirchof
    - Rima / Rimmu[6] (frazione di Alto Sermenza)
    - Rimasco / Rimask (frazione di Alto Sermenza)

### Liechtenstein

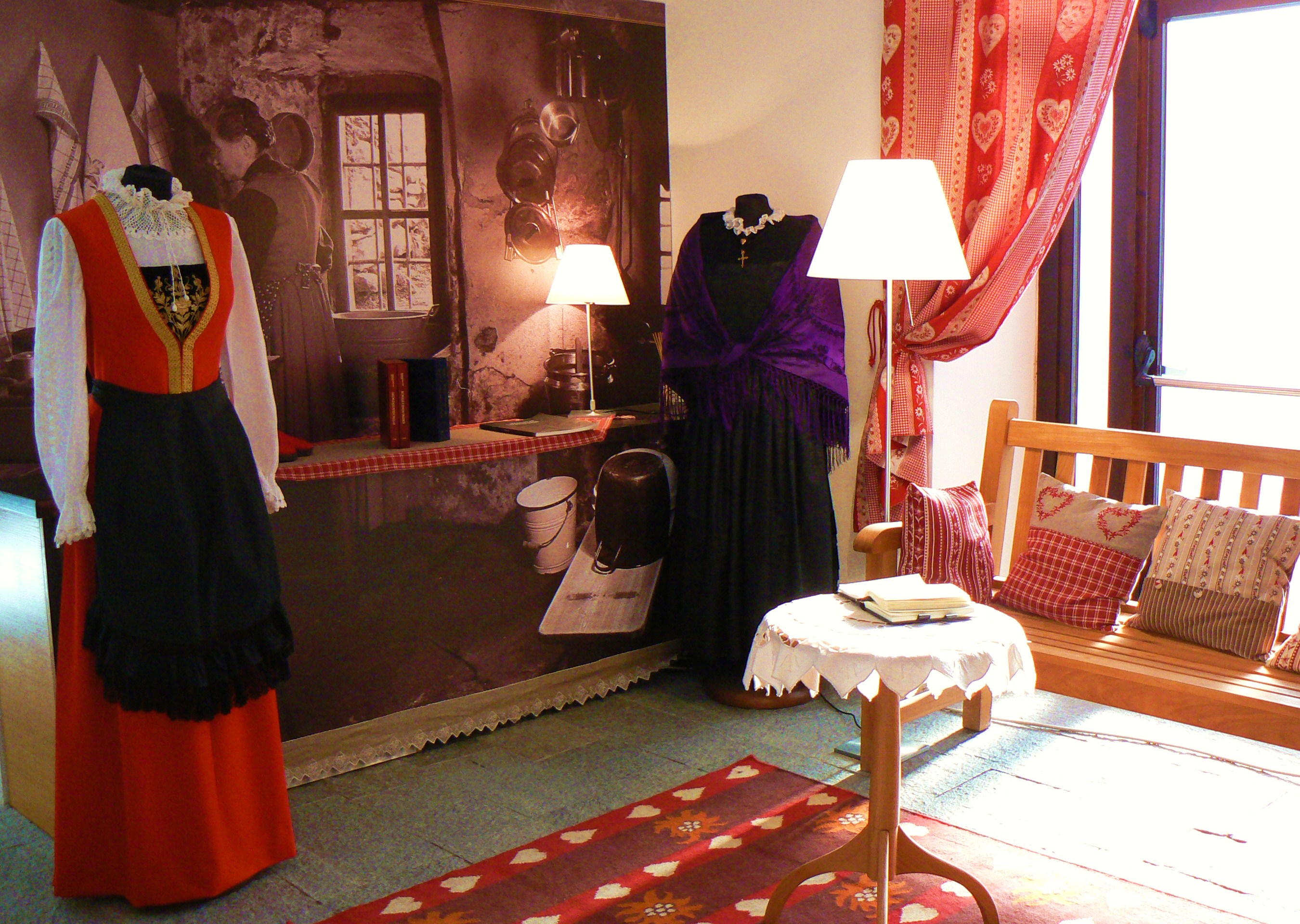
Esempio interno casa walser (Ecomuseo Walser, a Gressoney-La-Trinité)

In Liechtenstein esiste una comunità Walser a Triesenberg, che include l'alta val Samina e Malbun.

### Austria
- Vorarlberg
  - Grosses Walsertal
    - Blons
    - Fontanella
    - Raggal
    - St. Gerold
    - Sonntag
    - Thüringerberg

  - Kleinwalsertal
    - Mittelberg

  - Brandnertal
    - Brand in Vorarlberg

  - Montafon
    - Silbertal

  - Reintal
    - Laterns

  - Tannberg
    - Schröcken
    - Lech am Arlberg
    - Warth
- Tirolo
  - Galtür (in Paznauntal)

### Francia
In Francia esiste una comunità Walser a Vallorcine nel Chiablese nel dipartimento dell'Alta Savoia (regione Rodano-Alpi), anche se la parlata tedesca è scomparsa da secoli.

## Cultura

### Linguaggio

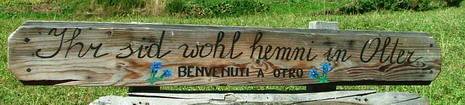
Cartello di benvenuto in lingua walser a Otro Alagna Valsesia.

La lingua dei Walser è una particolare variante del dialetto tedesco meridionale, chiamata altissimo alemanno, ed è molto simile al dialetto svizzero tedesco nella sua forma più arcaica. Tre sono le varianti note: Il titsch di Gressoney-Saint-Jean e La-Trinité, il töitschu di Issime e il titzschu di Alagna Valsesia e Rimella in Valsesia.

### Architettura
Gli edifici e i centri abitati delle comunità walser hanno caratteristiche che li distinguono da quelli delle comunità confinanti, tanto che sono diventati oggetto di turismo e documentazione storica. Per questo motivo si parla di casa walser o architettura walser, per indicare le strutture in legno e in pietra locale costruite nei secoli scorsi, visibili ancora oggi nelle località alpine.

### Musei Walser

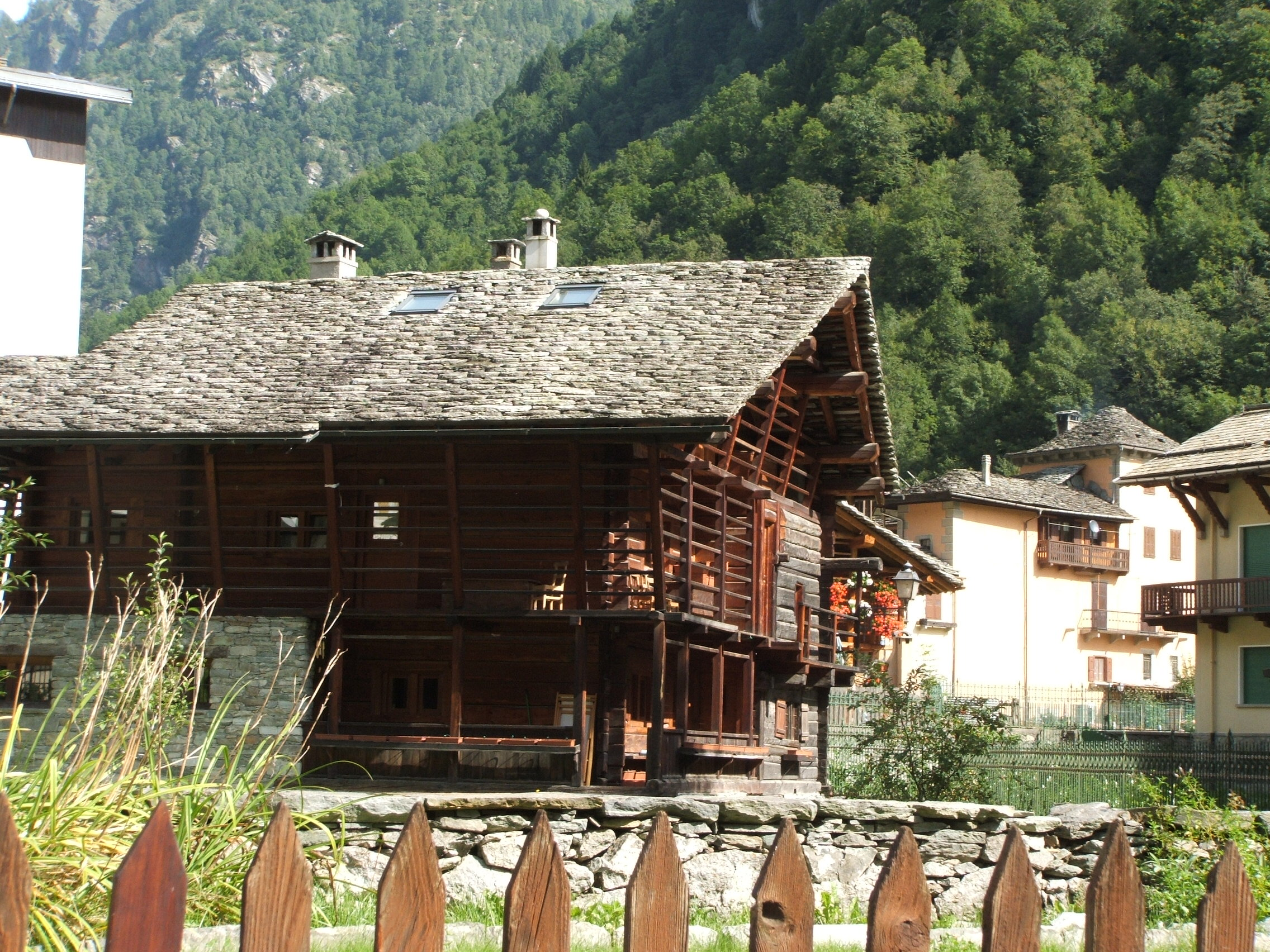
Ecomuseo della Valsesia

- Museo Walser / Walsermuseum in frazione Pedemonte, ad Alagna Valsesia[8]
- Museo Antica Casa Walser - Museo Alts Walserhüüs Van Zer Burfuggu in località Borca di Macugnaga
- Museo etnografico Walser in località Sella a Rimella
- Walser Ecomuseum, à Gressoney-La-Trinité
- Walsermuseum a Bosco Gurin[9]
- Walser Heimatmuseum a Triesenberg[10]
- Walser Museum a Riezlern (Mittelberg)
- Casa Forte - Museo Walser di Formazza, a Ponte Formazza
- Casa Museo Walser di Rebernardo, Val Vogna, Alagna Valsesia

### Istituti di ricerca
La Fondazione Enrico Monti di Anzola d'Ossola da oltre un trentennio svolge attività di ricerca, promuove incontri e convegni, propone pubblicazioni sulle realtà walser in tutto l'arco alpino. Tra le molte pubblicazioni edite in tema si segnalano le numerose opere sui walser scritte o curate da Enrico Rizzi e citate in bibliografia.
In Valle d'Aosta sono presenti due istituti di ricerca e studio della lingua e della cultura walser, attivi nell'ambito della comunità dell'alta valle del Lys: l'associazione Augusta di Issime è il più antico, fondato nel 1967; mentre a Gressoney-Saint-Jean si trova il Centro di cultura walser - Walser Kulturzentrum des Aostatals, fondato nel 1982. La collaborazione tra gli esperti linguistici di questi due centri ha permesso la redazione di due dizionari del titsch di Gressoney-Saint-Jean e del töitschu di Issime, pubblicati nel 1988.
In Valsesia è invece presente il Centro Studi Walser Remmalju di Rimella.

### Walsertreffen

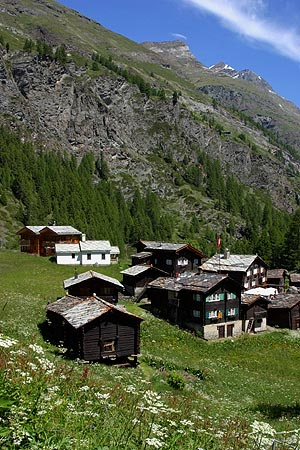
Case walser nella frazione Zum See (Zermatt)

Le comunità walser disseminate lungo l'intero arco alpino si radunano, ogni tre anni, in una diversa colonia per il loro tradizionale incontro denominato Walsertreffen.

#### Calendario degli incontri
1. Saas Fee /Alagna Valsesia  e Rimella  (7-14 settembre 1962)
2. Triesenberg  (19-20 giugno 1965)
3. Gressoney-Saint-Jean  (7-8 settembre 1968)
4. Klosters  (4-5 settembre 1971)
5. Brand in Vorarlberg  (21-22 settembre 1974)
6. Brig  (10-11 settembre 1977)
7. Triesenberg  (13-14 settembre 1980)
8. Alagna Valsesia  (24-25 settembre 1983)
9. Mittelberg  (19-21 settembre 1986)
10. Davos  (2-3 settembre 1989)
11. Saas Fee  (4-6 settembre 1992)
12. Lech am Arlberg  (1-3 settembre 1995)
13. Gressoney-Saint-Jean  (11-13 settembre 1998)
14. Brig  (21-23 settembre 2001)
15. Galtür  (8-13 settembre 2004)
16. Alagna Valsesia  (21-23 settembre 2007)
17. Triesenberg  (10-12 settembre 2010)
18. Großes Walsertal  (13-15 settembre 2013)
19. Arosa  (15-18 settembre 2016)
20. Lötschental  (5-8 settembre 2019)
21. Ornavasso  (30 settembre 1-2 ottobre 2022)
22. Lech am Arlberg  (18-20 luglio 2025)

### Walser in generale
- Enrico Rizzi, Walser: gli uomini della montagna, Valstrona, Fondazione arch. Enrico Monti, 1981.
- Luigi Zanzi e Enrico Rizzi, I Walser nella storia delle Alpi: un modello di civilizzazione e i suoi problemi metodologici, Milano, Jaca Book, 1988.
- Julius Studer, Le colonie tedesco-vallesane e walser delle Alpi, Anzola d'Ossola, Fondazione arch. Enrico Monti, 1990.
- Enrico Rizzi, Storia dei Walser, Anzola d'Ossola, Fondazione arch. Enrico Monti, 1992.
- Enrico Rizzi, I Walser, Atlante delle Alpi Walser, vol. 1, Anzola d'Ossola, Fondazione arch. Enrico Monti, 2003.
- Enrico Rizzi, Storia dei Walser dell'ovest: Vallese, Piemonte, Cantone Ticino, Valle d'Aosta, Savoia, Oberland Bernese, Atlante delle Alpi Walser, vol. 2, Anzola d'Ossola, Fondazione arch. Enrico Monti, 2004.

### Atti delle giornate internazionali di studi walser
- Enrico Rizzi (a cura di), La questione Walser (Orta, 4 giugno 1983), Anzola d'Ossola, Fondazione arch. Enrico Monti, 1984.
- Enrico Rizzi (a cura di), Aspetti della ricerca sul medioevo nella regione dei Walser (Splügen, 31 marzo 1984), Anzola d'Ossola, Fondazione arch. Enrico Monti, 1985.
- Enrico Rizzi (a cura di), La casa rurale negli insediamenti walser (Alagna Valsesia, 15 giugno 1985), Anzola d'Ossola, Fondazione arch. Enrico Monti, 1986.
- Enrico Rizzi (a cura di), Contributi alla storia dei passi alpini (Splügen, 6 settembre 1986), Anzola d'Ossola, Fondazione arch. Enrico Monti, 1987.
- Enrico Rizzi (a cura di), I Walser nella storia della cultura materiale alpina (Macugnaga, 3-5 luglio 1987), Anzola d'Ossola, Fondazione arch. Enrico Monti, 1988.
- Enrico Rizzi (a cura di), Lingua e comunicazione simbolica nella cultura walser (Gressoney - St. Jean, 14-15 ottobre 1988), Anzola d'Ossola, Fondazione arch. Enrico Monti, 1989.
- Enrico Rizzi (a cura di), Diritto europeo dei coloni e insediamenti Walser nel medioevo (Davos, 22-23 settembre 1989), Anzola d'Ossola, Fondazione arch. Enrico Monti, 1990.
- Enrico Rizzi (a cura di), L'opera dei monasteri nella colonizzazione alpina (Briga, Naters e Sempione, 14-15 settembre 1990), Anzola d'Ossola, Fondazione arch. Enrico Monti, 1992.
- Enrico Rizzi (a cura di), 1291: la "Pace del Monte Rosa" nell'età della nascita degli Stati alpini (Macugnaga, 12-13 luglio 1991), Anzola d'Ossola, Fondazione arch. Enrico Monti, 1994.

### Lingua dei walser
- Elisabetta Fazzini (a cura di), Studi alemannici, vol. I: I dialetti walser tra isolamento e contatto linguistico, Alessandria, Edizioni dell'Orso, 1999.
- Elisabetta Fazzini (a cura di), Studi alemannici, vol. II: I dialetti walser in Italia: contatto linguistico e scambio interculturale, Alessandria, Edizioni dell'Orso, 2003.
- Elisabetta Fazzini e Costanza Cigni, Vocabolario comparativo dei dialetti "walser" in Italia, vol. I (A-B), Alessandria, Edizioni dell'Orso, 2004.
- AA.VV. (Walser Kulturzentrum Greschôney), Greschôneytitsch und d'Eischemtöitschu, Gressoney-Saint-Jean, Walser Kulturzentrum Greschôney, 1988-1998.
- Sergio Gilardino, I Walser e la loro lingua dal grande nord alle Alpi. Dizionario della lingua walser di Alagna Valsesia, Magenta, Centro Studi Zeisciu, 2008.

### Insediamenti walser del Piemonte
- Giovanni Giordani, La colonia tedesca di Alagna Valsesia e il suo dialetto, Varallo, Unione Tipografica Valsesiana, 1927.
- AA.VV., Alagna Valsesia una comunità walser, Borgosesia, Valsesia Editrice, 1983.
- Sergio Bellosta e Roberto Bellosta, Valle Vogna: censimento delle case di legno, Bolzano Novarese, Testori, 1988.
- AA.VV., Storia di Rimella in Valsesia: "Alpes, Ville, Comune, Parochia", a cura di Augusto Vasina, Borgosesia, Centro Studi Walser Remmalju, 2004.
- Ferruccio Vercellino, Insediamenti walser a sud del Monte Rosa. Liberi all'ombra del tiglio, Pavone Canavese, Priuli e Verlucca, 2004.
- Arialdo Daverio, Alagna Valsesia. Censimento delle antiche case in legno, Varallo, Parco Naturale Alta Valsesia, Regione Piemonte, Unione Alagnese, 2005.
- Enrico Rizzi, Luigi Zanzi e Teresio Valsesia, Storia di Macugnaga, Anzola d'Ossola, Fondazione arch. Enrico Monti, 2006.
- Silvia Dal Negro, Vittorio Dell'Aquila e Gabriele Iannàccaro, Walser in Piemonte. Un'indagine sociolinguistica, Milano, Centre d'Études Linguistiques pour l'Europe, 2004. Ospitato su Academia.

### Insediamenti walser della Valle d'Aosta
- AA.VV., Gressoney e Issime. I Walser in Valle d'Aosta, Gressoney-Saint-Jean, Walser Kulturzentrum Greschôney, 1986.
- Valentin Curta, Gressoney einst und jetzt, Gressoney-Saint-Jean, Walser Kulturzentrum Greschôney, 1994.

### Tradizione giuridica walser
- Mauro Mazza, Disciplina del potere locale e gestione delle proprietà collettive nel diritto consuetudinario dei Walser. Aspetti comparativi e di storia giuridica, Bergamo, Sestante, 2012.